# Kamienica Schliffenów w Kołobrzegu
Kamienica Schliffenów w Kołobrzegu – gotycka kamienica mieszkalna w Kołobrzegu, znajdująca się przy ul. Emilii Gierczak 5 na Starym Mieście.

## Historia
Kamienica jest najstarszym zachowanym domem w Kołobrzegu. Została zbudowana w XV wieku. Następnie przebudowana w XVI i XIX wieku. Prawdopodobnie należała do zamożnej mieszczańskiej rodziny Schliffenów (Schlieffenów).
W okresie międzywojennym została zamieniona na muzeum Joachima Nettelbecka. W 1945 roku uległa zniszczeniu. Została pieczołowicie zrekonstruowana po II wojnie światowej. Od 1963 roku jest częścią kompleksu budynków Muzeum Oręża Polskiego. W jej wnętrzu znajdują się sale wystawowe.